# Țânțăreni (okręg Gorj)
Țânțăreni – wieś w Rumunii, w okręgu Gorj, w gminie Țânțăreni. W 2011 roku liczyła 2201 mieszkańców.